# Marina mercantile degli Stati Uniti d'America
La marina mercantile degli Stati Uniti d'America (in lingua inglese United States Merchant Marine) è la flotta civile degli USA proprietaria di navi mercantili, gestiti dal governo USA oppure dal settore privato, impegnati nel commercio e nel trasporto di merci. 
Mentre in tempo di pace è competente per il trasporto passeggeri e merci, in tempo di guerra presta ausilio alla marina militare e può essere chiamata ad effettuare il trasporto truppe e dare rifornimento ai militari.

## Panoramica
La marina mercantile è ausiliaria civile della Marina degli Stati Uniti, ma non possiede una uniforme di servizio, eccetto che in tempo di guerra, in conformità con il  Merchant Marine Act of 1936, i marittimi vengono considerati personale militare. Nel 1988, il Presidente Ronald Reagan firmò un disegno di legge per garantire lo status di veterani ai marittimi mercantili che avevano prestato servizio in tempo di guerra. Prima di tale legislazione, essi erano considerati civili e non percepivano alcun beneficio spettante ai veterani delle forze armate degli Stati Uniti.
Dal 2006, la flotta mercantile statunitense conta 465 navi e si compone di 69.000 membri. Settecento navi sono possedute da enti o aziende statunitensi ma registrate o battenti bandiera in altri paesi e non sono comprese in questo conto.
Il Governo Federale sostiene flotte di navi mercantili attraverso la Military Sealift Command e la National Defense Reserve Fleet. Nel 2004 il Governo federale impiegava approssimativamente il 5% di tutti i lavoratori dei trasporti su acqua.

## Normativa

### IlMerchant Marine Act of 1920

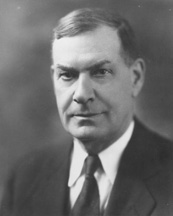
La legge Jones fu sponsorizzata dal senatore Wesley Livsey Jones dello stato di Washington.

Il Merchant Marine Act of 1920 (Legge sulla Marina mercantile del 1920), spesso chiamato Jones Act, impone alle navi battenti bandiera statunitense, di essere di proprietà di cittadini statunitensi e di avere una documentazione secondo le leggi degli Stati Uniti d'America. Essa impone anche che tutti gli ufficiali e il 75% dell'equipaggio debba essere di nazionalità statunitense. Le navi che soddisfano a questi requisiti formano la "Flotta della legge Jones" e solo queste sono autorizzate a operare nel cabotaggio o trasportare passeggeri tra due porti degli Stati Uniti.
Un altro importante aspetto della legge è che essa consente ai marinai lesi di ottenere risarcimenti dai loro datori di lavoro in caso di negligenza dell'armatore, del comandante della nave o di altri componenti dell'equipaggio.

### Regolamenti internazionali
La Legge Federale impone alla marina mercantile di aderire ad un certo numero di convenzioni internazionali. L'Organizzazione marittima internazionale è stata la fonte di un certo numero di regolamenti.
Le principali convenzioni internazionali sono:
- SOLAS 74 (International Convention for the Safety of Life at Sea).
- MARPOL 73/78 (International Convention for the Prevention of Pollution From Ships) 1973, come modificata dal Protocollo del 1978.
- ICLL 66 (International Convention on Load Lines), come riveduta nel 1966
- 72 COLREGS (International Regulations for Preventing Collisions at Sea)
- STCW 95 (International Convention on Standards of Training, Certification and Watchkeeping for Seafarers) (STCW).
- SAR 79 (International Convention on Maritime Search and Rescue)[5]